# 圣克里斯蒂娜 (曼恩-卢瓦尔省)
圣克里斯蒂娜（法語：Sainte-Christine，法語發音：[sɛ̃t kʁistin] ⓘ）是法国曼恩-卢瓦尔省的一个旧市镇，属于绍莱区。2015年12月15日，圣克里斯蒂娜和相邻的其它11个市镇合并为新市镇安茹地区舍米耶（Chemillé-en-Anjou）。

## 地理
圣克里斯蒂娜（47°17'11"N, 0°50'58"W）面积9.52 平方千米，位于法国卢瓦尔河地区大区曼恩-卢瓦尔省，该省份为法国西部内陆省份，大致对应安茹地区，北起顺时针与马耶讷省、萨尔特省、安德尔-卢瓦尔省、维埃纳省、德塞夫勒省、旺代省、大西洋卢瓦尔省和伊勒-维莱讷省接壤。
与圣克里斯蒂娜接壤的市镇（或旧市镇、城区）包括：莫日新堡、莫日地区讷维、圣洛朗德拉普莱讷、莫日地区圣康坦。

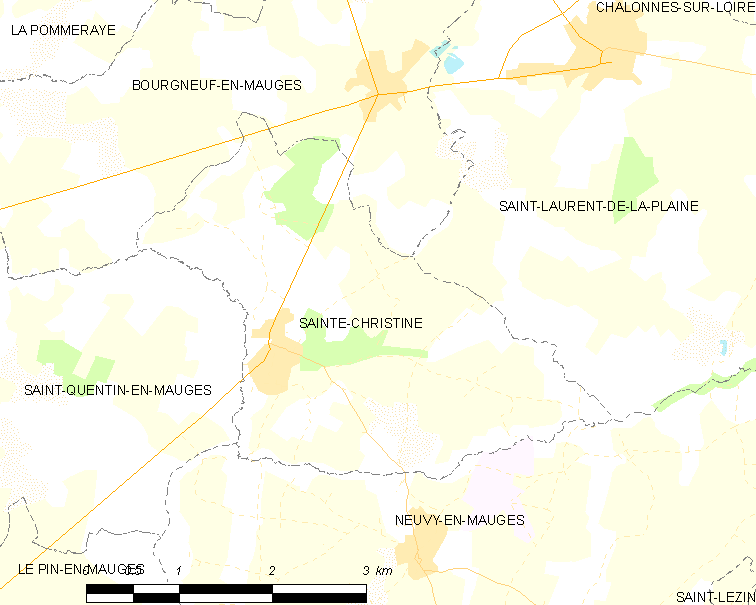
的OSM定位图

圣克里斯蒂娜的时区为UTC+01:00、UTC+02:00（夏令时）。

## 行政
圣克里斯蒂娜的邮政编码为49120，INSEE市镇编码为49268。

## 政治
圣克里斯蒂娜所属的省级选区为安茹地区舍米耶县。

## 人口

1962-2008年间人口变化图示

圣克里斯蒂娜于2018年1月1日时的人口数量为756人。